# Konstantínos Tsoukalás
Konstantínos Tsoukalás (en grec Κωνσταντίνος Τσουκαλάς), né le 5 août 1937 à Athènes, est un homme politique grec.

## Biographie
Aux élections législatives grecques de janvier 2015, il est élu député au Parlement grec sur la liste nationale de la SYRIZA.